# Феоктист (Димитров)
Архимандри́т Феокти́ст (болг. Архимандрит Теоктист, в миру Я́вор Сви́ленов Димитро́в; 14 августа 1978, Шумен) — священнослужитель Болгарской православной церкви (архимандрит), с 1 марта 2011 года — представитель Болгарского патриархата в Москве, настоятель Успенского храма в Гончарах.

## Биография
Родился 14 августа 1978 года в Шумене. Закончил строительный техникум в Шумене, а позднее Аграрный университет в Пловдиве по специальности «экология и защита окружающей среды».
В 2005 году окончил двухгодичный курс духовной семинарии св. Иоанна Рыльского в Софии, а в 2007 году трёхгодичный курс богословского факультета Софийского университета имени святого Климента Охридского.
Поступил послушником в Кокалянский Михаило-Архангельский монастырь, где 19 апреля 2008 года по благословению патриарха Болгарского Максима игуменом этого монастыря архимандритом Назарием (Терзиевым) был пострижен в монашество с именем Феоктист. Остался в этом монастыре, трудясь под духовным руководством архимандрита Назария.
1 июля того же года в соборном храме Святой Недели в Софии епископом Знепольским Иоанном (Ивановым), викарием Патриарха Болгарского, рукоположен в сан иеродиакона. На следующий день в том же храме тем же епископом рукоположен в сан иеромонаха.
В октябре 2009 года принят в Московскую духовную академию в качестве профессорского стипендиата.
Решением Священного Синода Болгарской православной церкви от 7 января 2011 года иеромонах Феоктист назначен с 1 марта 2011 года Представителем Болгарского Патриархата в Москве.
13 марта 2011 года в Храме Христа Спасителя встретился с предстоятелем Русской Православной Церкви Патриархом Кириллом, который вручил ему Патриаршую грамоту, подтверждающую полномочия в качестве представителя Патриарха Болгарского и настоятеля подворья Болгарской Православной Церкви в Москве. Таким образом иеромонах Феоктист официально вступил в должность Представителя Болгарской Православной Церкви в Москве и настоятеля Успенского храма в Гончарах.
6 мая 2011 года в Софийском храме в Софии епископом Знепольским Иоанн (Ивановым) возведён в сан архимандрита.
22 ноября 2016 года участвовал в встрече Патриарха Московского и всея Руси Кирилла с членами делегации Болгарской Православной Церкви, во время которой получил в дар памятный крест.